# 河合宏樹
河合 宏樹（かわい ひろき、1987年 - ）は、日本の映画監督。東京都出身。

## 経歴
武蔵野美術大学在籍中に、レオス・カラックスに憧れ自主映画を制作し始める。芸術文化学科の卒業制作にて長編映画を作り、優秀賞を獲得。レコード会社に勤める傍ら、東日本大震災を経験し、福島出身の小説家古川日出男に誘われ、古川が管啓次郎、小島ケイタニーラブ、柴田元幸らと始めた朗読劇「銀河鉄道の夜」の公演に携わる。これをきっかけに、東日本大震災被災地で活動を行うミュージシャンやパフォーマーらに焦点を当てた撮影や映像制作を続ける。 またこの時期より、七尾旅人、飴屋法水、青葉市子、蓮沼執太などと交流することとなる。

### 2014年
朗読劇「銀河鉄道の夜」の活動に密着したドキュメンタリー映画「ほんとうのうた〜朗読劇『銀河鉄道の夜』を追って〜」をユーロスペースを皮切りに全国および海外で公開。主演に青柳いづみを迎える。

### 2016年
七尾旅人が戦死自衛官に扮した初のライブ映像作品「兵士 A」をBD/DVDで発表。のちに映画作品としても認められ全国で劇場公開する。
同年、後藤正文率いるGotch and The Good New Timesの公演を撮影、監督。「『Good New Times』at Billboard Live TOKYO」としてDVDにて発表。全編をYouTubeにも公開し反響を集める。

### 2017年
飴屋法水と山下澄人の初タッグ公演「コルバトントリ、」の映像作品を監督。DVDで発表する。

### 2018年
七里圭監督作品「あなたはわたしじゃない」などの「音から作る映画」シリーズに撮影参加。
同年、青葉市子の初のライブ映像作品を監督（アルバム「qp」初回限定盤DVD収録）。
同年、Gotch & The Good New Times「Tour 2016 "Good New Times"」を撮影、監督。BDにて発表。

### 2019年
テレビアニメ「電光超人グリッドマン」のオープニング、OxT「UNION」のMV&メイキングを監督。パッケージでもリリースされ、YouTubeでは900万回再生を突破する。
同年、河合の祖父であり、日本舞踊家の藤間紋寿郎の晩年の姿と、沖縄戦で九死に一生を経た彼のインタビューを題材に、七尾旅人「蒼い魚」のドキュメンタリーMVを制作した。

### 2020年
“ろう”の写真家、齋藤陽道の子育てを通じコミュニケーションのあり方にフォーカスしたドキュメンタリー映画『うたのはじまり』を渋谷・イメージフォーラムより全国公開。歌や音楽の字幕を絵画、コラージュによって表現した"絵字幕"を配置するなど新しい切り口で話題になるも、コロナウィルスの蔓延、緊急事態宣言の発令により、各上映映画館で休館が相次ぎ、上映中止を余儀なくされる。全国のミニシアター支援、作品の救済処置として、想田和弘監督が立ち上げたオンラインシアター"仮設の映画館"に参加。作品公開を続けた。
同年、クラムボンの原田郁子とタッグを組み「クラムボン with 徳澤青弦カルテット 2017年12月6日 Billboard Live TOKYO」を撮影、監督。DVD作品として発表。

### 2021年
日本財団が企画する、多様性とファッションをテーマにしたドキュメンタリー作品「True Colors FASHION 対話する衣服-6組の“当事者”との葛藤-」をオンラインで発表。ニューヨーク・フィルム・アワードにてベストドキュメンタリー作品賞を受賞する。
同年、戦前、東京モスリン吾嬬工場にて労働を強いられた"女工"たちをテーマとした小林エリカのテキストを、寺尾紗穂、青葉市子出演で映像作品化した「女の子たち、紡ぐと織る」を監督。
同年、折坂悠太のアルバム「心理」に収録されたツアーメイキングを監督。折坂×三浦大知の対談番組の監督も務めた。

### 2022年
YouTubeで発表した映像作品「コロナ時代の銀河」が宮沢賢治奨励賞を受賞。
同年、結成25周年を祝してASIAN KUNG-FU GENERATION（アジカン）のライブフィルム作品「ASIAN KUNG-FU GENERATION 25th Anniversary Tour 2021 "More Than a Quarter-Century" Live Film"Y...Yes Be Alright"」を発表。古川日出男とアジカンによる5時間対談に加え、アルバム「プラネットフォークス」のレコーディングメイキングを撮影、YouTubeにて発表。90分盤をBD映像作品集19巻に収録。

### 2024年
蓮沼執太フィルがオペラシティ・タケミツメモリアルで行った公演を「ミュージック・トゥデイ・リプレイBOX（BD＋CD）」として発表。監督を務める。
同年、藤田貴大が主宰するマームとジプシーによる、沖縄戦を生きたひめゆり学徒隊をテーマとした作品「cocoon」を映像化。BD/DVDで発表。
同年、2017年に高知県・五台山竹林寺にて行われ、古川日出男、坂田明、向井秀徳（ZAZEN BOYS／ex.ナンバーガール）が共演した朗読セッション「平家物語 諸行無常セッション」をライブ映画化。9月よりK's cinemaを皮切りに全国上映。初週は"ライブ"と"ライブ映像"の違いを掘り下げるべく、毎夜、上映とイベントが対バン形式で行われた。

## フィルモグラフィー

### 映画
- 兵士A（2016年）監督
- あなたはわたしじゃない（2017年）撮影
- アナザサイド サロメの娘 remix（2018年）撮影
- うたのはじまり（2020年）監督 / 撮影 / 編集
- True Colors FASHION 対話する衣服-6組の“当事者”との葛藤-（2020年）監督
- 平家物語　諸行無常セッション（2024年）監督
- ほんとうのうた 朗読劇「銀河鉄道の夜」を追って（2024年）監督

### MV
- OxT「UNION」 Official Video
- ヒグチアイ「恋の色」Official Video、「自販機の恋」Official Video
- 城南海「ONE」MusicVideo Short ver.
- ザ・ロッカーズ「恋のファンファーレ」
- シイナナルミ「君のパンツを食べたい」
- 七尾旅人「蒼い魚」
- 小島ケイタニーラブ「パークロカ」CM
- SUBMARINE - KIDS from "島唄"
- Gotch, GuruConnect「Heaven」Music Video
- 冷牟田敬band「snowdome」、「watershadow」、「endless room」
- 坂口有望 「fruits」Music Video
- 蓮沼執太フィル「Eco Echo」
- Change the World Again feat. 高野寛 & 原田郁子（クラムボン）/ 田中知之